# Saison 2006 de Super 14
Navigation
Super 12 2005 Super 14 2007
La saison 2006 de Super 14 est la première édition du Super 14 qui succède au Super 12. Elle est disputée par 14 franchises d'Australie, d'Afrique du Sud et de Nouvelle-Zélande. Le passage à quatorze équipe permet l'intégration de deux nouvelles franchises dans la compétition : la Western Force basée à Perth (Australie) et les Cheetahs de Bloemfontein (Afrique du Sud). La compétition débute le 10 février 2006 et se termine par une finale le 27 mai 2006. Elle est remportée par les Crusaders à l'issue d'une finale contre les Hurricanes.

## Franchises du Super 14
La compétition oppose les quatorze franchises issues des trois grandes nations du rugby à XV de l'hémisphère sud :
| Franchises sud africaines - Bulls basée à Pretoria - Cats basée à Johannesbourg - Cheetahs basée à Bloemfontein - Sharks basée à Durban - Stormers basée à Le Cap | Franchises australiennes - Brumbies basée à Canberra - Waratahs basée à Sydney - Reds basée à Brisbane - Western Force basée à Perth | Franchises néo-zélandaise - Blues basée à Auckland - Chiefs basée à Hamilton - Crusaders basée à Christchurch - Highlanders basée à Dunedin - Hurricanes basée à Wellington |

## Résumé des résultats

### Classement de la phase régulière
| Rang | Franchise       | J  | V  | N | D  | Bo | Bd | Pm  | Pe  | Diff | Pts |
| ---- | --------------- | -- | -- | - | -- | -- | -- | --- | --- | ---- | --- |
| 1    | Crusaders (T)   | 13 | 11 | 1 | 1  | 5  | 0  | 412 | 210 | +202 | 51  |
| 2    | Hurricanes      | 13 | 10 | 0 | 3  | 5  | 2  | 328 | 226 | +102 | 47  |
| 3    | Waratahs        | 13 | 9  | 0 | 4  | 6  | 3  | 362 | 192 | +170 | 45  |
| 4    | Bulls           | 13 | 7  | 1 | 5  | 5  | 3  | 355 | 290 | +65  | 38  |
| 5    | Sharks          | 13 | 7  | 0 | 6  | 5  | 5  | 361 | 297 | +64  | 38  |
| 6    | Brumbies        | 13 | 8  | 1 | 4  | 3  | 1  | 326 | 269 | +57  | 38  |
| 7    | Chiefs          | 13 | 7  | 1 | 5  | 3  | 3  | 325 | 298 | +27  | 36  |
| 8    | Blues           | 13 | 6  | 0 | 7  | 4  | 1  | 290 | 348 | -58  | 29  |
| 9    | Highlanders     | 13 | 6  | 0 | 7  | 0  | 3  | 228 | 276 | -48  | 27  |
| 10   | Cheetahs        | 13 | 5  | 0 | 8  | 3  | 4  | 263 | 334 | -71  | 27  |
| 11   | Stormers        | 13 | 4  | 1 | 8  | 1  | 4  | 272 | 367 | -95  | 23  |
| 12   | Queensland Reds | 13 | 4  | 0 | 9  | 1  | 5  | 240 | 320 | -80  | 22  |
| 13   | Cats            | 13 | 2  | 1 | 10 | 2  | 3  | 220 | 405 | -185 | 15  |
| 14   | Western Force   | 13 | 1  | 2 | 10 | 2  | 2  | 223 | 373 | -150 | 12  |

|  | Qualifiés pour la phase finale (no 1, no 2, no 3, no 4). |
|  | T : Tenant du titre 2005                                 |

Attribution des points : victoire : 4, match nul : 2, défaite : 0 ; plus les bonus (offensif : 4 essais marqués ; défensif : défaite par 7 points d'écart maximum).
Règles de classement : 1. différence de points ; 2. résultat du match entre les deux franchises ; 3. le nombre d'essais marqués.

### Phase finale
|  | Demi-finales                               | Demi-finales                              |               |    | Finale                                    | Finale                                    |
|  | Demi-finales                               | Demi-finales                              |               |    | Finale                                    | Finale                                    |
|  |                                            |                                           |               |    |                                           |                                           |
|  | 20 mai 2008 à l'AMI Stadium, Christchurch  | 20 mai 2008 à l'AMI Stadium, Christchurch |               |    | 27 mai 2006 à l'AMI Stadium, Christchurch | 27 mai 2006 à l'AMI Stadium, Christchurch |
|  | 20 mai 2008 à l'AMI Stadium, Christchurch  | 20 mai 2008 à l'AMI Stadium, Christchurch |               |    | 27 mai 2006 à l'AMI Stadium, Christchurch | 27 mai 2006 à l'AMI Stadium, Christchurch |
|  | [1] Crusaders                              | 35                                        |               |    | 27 mai 2006 à l'AMI Stadium, Christchurch | 27 mai 2006 à l'AMI Stadium, Christchurch |
|  | [1] Crusaders                              | 35                                        |               |    | 27 mai 2006 à l'AMI Stadium, Christchurch | 27 mai 2006 à l'AMI Stadium, Christchurch |
|  | [4] Bulls                                  | 15                                        |               |    | 27 mai 2006 à l'AMI Stadium, Christchurch | 27 mai 2006 à l'AMI Stadium, Christchurch |
|  | [4] Bulls                                  | 15                                        | [1] Crusaders | 19 |                                           |                                           |
|  | 19 mai 2008 au Westpac Stadium, Wellington |                                           | [1] Crusaders | 19 |                                           |                                           |
|  |                                            | [2] Hurricanes                            | 12            |    |                                           |                                           |
|  | [2] Hurricanes                             | [2] Hurricanes                            | 12            | 16 |                                           |                                           |
|  | [2] Hurricanes                             |                                           |               | 16 |                                           |                                           |
|  | [3] Waratahs                               | 14                                        |               |    |                                           |                                           |
|  | [3] Waratahs                               | 14                                        |               |    |                                           |                                           |

## Faits notables

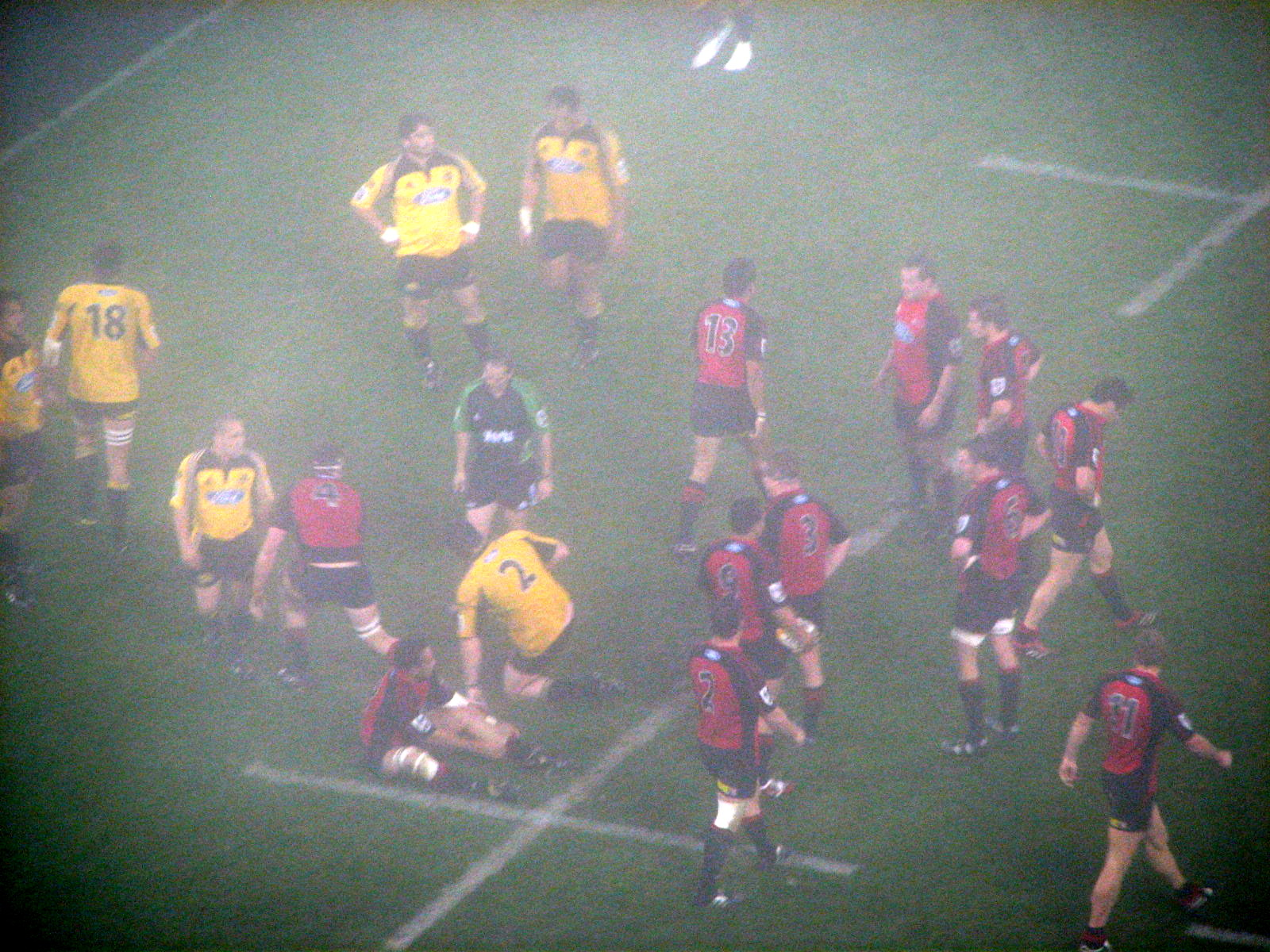
La finale de la compétition entre les Crusaders et les Hurricanes disputée sous un épais brouillard.

- En ouverture de la 9e journée, le choc entre les deux premiers du classement tourne à l'avantage des Crusaders qui battent les Waratahs 17-11 en marquant deux essais contre un seul pour les australiens[2].
- Les Stormers mettent fin à l'invincibilité des Crusaders lors de la 11e journée en leur infligeant leur première et unique défaite de la saison au cours d'un match plein remporté 27-18 par la franchise sud-africaine[3].
- Les Western Force remportent enfin leur premier (et seul) match de la saison lors de la 13e journée en allant battre 16-14 les Cheetahs sur leur terrain.
- Les Brumbies, qui étaient dans les quatre premiers pendant les treize premières journées, sont écartés des demi-finales après leur défaite lors l'ultime journée. Ce sont les Bulls qui obtiennent leur qualification lors de l'ultime journée, devançant à la différence de buts les Sharks et les Brumbies.
- La finale entre les Crusaders et les Hurricanes a lieu dans des conditions météorologiques détestables avec la présence d'un épais brouillard tout au long du match[4] rendant la rencontre très difficile à suivre pour les spectateurs, les journalistes sportifs et les commentateurs présents sur place[5].

## Résultats détaillés

### Phase régulière

#### Tableau synthétique des résultats
L'équipe qui reçoit est indiquée dans la colonne de gauche.
| Clubs           | BLU   | BRU   | BUL   | CHE   | CHI   | CRU   | HIG   | HUR   | LIO   | QUE   | SHA   | STO   | WAR   | WES   |
| --------------- | ----- | ----- | ----- | ----- | ----- | ----- | ----- | ----- | ----- | ----- | ----- | ----- | ----- | ----- |
| Blues           |       | 26-15 | 30-17 |       |       | 9-30  |       |       | 19-37 |       |       | 32-15 |       | 39-8  |
| Brumbies        |       |       |       | 28-7  | 53-20 | 28-26 |       | 26-20 | 21-16 | 36-0  | 35-30 |       |       |       |
| Bulls           |       | 21-27 |       | 46-17 |       |       | 17-35 | 23-16 | 23-26 |       | 34-27 |       | 26-17 |       |
| Cats            | 34-33 |       |       |       |       | 21-16 |       |       |       | 16-23 | 8-36  | 12-23 |       | 34-34 |
| Cheetahs        | 33-34 |       | 18-30 | 28-23 |       |       |       | 12-17 | 27-25 | 10-6  |       |       |       | 14-16 |
| Chiefs          |       |       | 26-26 |       | 33-32 |       | 19-25 | 16-13 |       | 35-17 |       | 30-20 | 37-33 |       |
| Crusaders       | 39-10 | 33-3  |       | 43-15 | 53-17 |       |       | 38-15 |       |       | 22-20 |       | 17-11 |       |
| Highlanders     | 25-13 |       |       | 16-14 |       |       |       |       | 13-29 |       | 11-26 |       | 3-20  | 25-22 |
| Hurricanes      |       |       |       | 29-16 |       | 35-10 | 11-20 |       |       | 26-20 | 23-17 |       |       | 29-5  |
| Queensland Reds | 20-21 |       | 20-19 |       |       |       | 21-47 | 22-16 |       |       |       | 20-24 | 12-16 | 29-18 |
| Sharks          | 32-15 |       |       |       | 26-27 | 30-21 |       |       |       | 36-28 |       | 24-17 |       | 41-25 |
| Stormers        |       | 15-15 | 10-43 |       | 25-31 |       | 27-18 | 15-30 | 19-23 |       |       |       | 26-32 |       |
| Waratahs        | 43-9  | 37-14 |       | 50-3  | 26-3  |       |       |       | 14-19 |       | 31-16 |       |       |       |
| Western Force   |       | 10-25 | 21-30 |       |       | 9-26  | 23-23 |       |       |       |       | 25-26 | 7-32  |       |

|  | Victoire à domicile |  | Match nul |  | Défaite à domicile |

#### Détail des rencontres
Les points marqués par chaque équipe sont inscrits dans les colonnes centrales (3-4) alors que les essais marqués sont donnés dans les colonnes latérales (1-6). Les points de bonus sont symbolisés par une bordure bleue pour les bonus offensifs (au moins quatre essais marqués), orange pour les bonus défensifs (défaite avec au plus sept points d'écart), rouge si les deux bonus sont cumulés.

### Phase finale

#### Demi-finales

##### Résultats
| 19 mai 2006 19 h 35 UTC+12 | Hurricanes | 16 – 14, (13 – 11) | Waratahs                                                     | Westpac Stadium, Wellington 34 500 spectateurs |
| 19 mai 2006 19 h 35 UTC+12 | Essai(s) : Fa'atau (30e) Transformation(s) : Holwell (31e) Pénalité(s) : Weepu (4e), Holwell (8e), Gopperth (72e) |                    | Essai(s) : Hewat (13e) Pénalité(s) : Hewat 3 (21e, 64e, 68e) | Westpac Stadium, Wellington 34 500 spectateurs |
| 19 mai 2006 19 h 35 UTC+12 | |                    |                                                              | Westpac Stadium, Wellington 34 500 spectateurs |

| 19 mai 2006 19 h 35 UTC+12 | Crusaders | 35 – 15 (16 – 8) | Bulls                                                                                          | AMI Stadium à Christchurch 24 000 spectateurs |
| 19 mai 2006 19 h 35 UTC+12 | Essai(s) : Gear 2 (21e, 30e), Jack (43e), Flynn (63e), Mauger (68e) Transformation(s) : Carter 2 (44e, 68e) Pénalité(s) : Carter (16e) Drop(s) : Carter (36e) |                  | Essai(s) : Habana (39e), Spies (72e) Transformation(s) : Steyn (73e) Pénalité(s) : Steyn (28e) | AMI Stadium à Christchurch 24 000 spectateurs |
| 19 mai 2006 19 h 35 UTC+12 | |                  |                                                                                                | AMI Stadium à Christchurch 24 000 spectateurs |

##### Composition des équipes
- Hurricanes

Titulaires : 15 Isaia Toeava, 14 Lome Fa'atau, 13 Ma'a Nonu, 12 Tana Umaga, 11 Shannon Paku, 10 David Holwell, 9 Piri Weepu, 8 Rodney So'oialo (cap.), 7 Chris Masoe, 6 Jerry Collins, 5 Jason Eaton, 4 Paul Tito, 3 Neemia Tialata, 2 Andrew Hore, 1 John Schwalger
Remplaçants : 16 Luke Mahoney, 17 Joe McDonnell, 18 Luke Andrews, 19 Thomas Waldrom, 20 Brendan Haami, 21 Jimmy Gopperth, 22 Tamati Ellison
- Waratahs

Titulaires : 15 Mat Rogers, 14 Peter Hewat, 13 Morgan Turinui, 12 Sam Norton-Knight, 11 Lote Tuqiri, 10 Daniel Halangahu, 9 Chris Whitaker (cap.), 8 Stephen Hoiles, 7 Phil Waugh, 6 Rocky Elsom, 5 Daniel Vickerman, 4 Alex Kanaar, 3 Al Baxter, 2 Adam Freier, 1 Benn Robinson
Remplaçants : 16 Tatafu Polota-Nau 17 Matt Dunning, 18 Will Caldwell, 19 David Lyons, 20 Wycliff Palu, 21 Brett Sheehan, 22 Ben Jacobs
- Crusaders

Titulaires : 15 Leon MacDonald, 14 Rico Gear, 13 Casey Laulala, 12 Aaron Mauger, 11 Scott Hamilton, 10 Daniel Carter, 9 Andrew Ellis, 8 Mose Tuiali'i, 7 Richie McCaw (cap.), 6 Johnny Leo'o, 5 Reuben Thorne, 4 Chris Jack, 3 Greg Somerville, 2 Corey Flynn, 1 Wyatt Crockett
Remplaçants : 16 Tone Kopelani, 17 Campbell Johnstone, 18 Ross Filipo, 19 Tanerau Latimer, 20 Kevin Senio, 21 Cameron McIntyre, 22 Caleb Ralph
- Bulls

Titulaires : 15 Jaco Van der Westhuyzen, 14 Bryan Habana, 13 JP Nel, 12 Wynand Olivier, 11 Frikkie Welsh, 10 Morné Steyn, 9 Fourie du Preez, 8 Pedrie Wannenburg, 7 Tim Dlulane, 6 Jacques Cronjé, 5 Victor Matfield (cap.), 4 Bakkies Botha, 3 Danie Thiart, 2 Gary Botha, 1 Wessel Roux
Remplaçants : 16 Adriaan Strauss, 17 Jaco Engels, 18 Danie Rossouw, 19 Pierre Spies, 20 François Van Schouwenburg, 21 Heini Adams, 22 Akona Ndungane

#### Finale
(mt : 6 - 3)
Points marqués : 
- Crusaders : 1 essai par Laulala (62e); 1 transformation de Carter (63e) et 4 pénalités de Carter (32e, 37e, 46e, 69e)
- Hurricanes : 4 pénalités de Weepu (14e), Holwell (44e) et Gopperth (56e, 70e)

Évolution du score : 0-3, 3-3, 6-3, 6-6, 9-6, 9-9, 16-9, 19-9, 16-12
Arbitre : Jonathan Kaplan 
Résumé
| Crusaders Titulaires Leon MacDonald 15 Rico Gear 14 Casey Laulala 13 Aaron Mauger 12 Scott Hamilton 11 Daniel Carter 10 Kevin Senio 9 Mose Tuiali'i 8 (cap.) Richie McCaw 7 Reuben Thorne 6 Ross Filipo 5 Chris Jack 4 Greg Somerville 3 Corey Flynn 2 Wyatt Crockett 1 Remplaçants Tone Kopelani 16 Campbell Johnstone 17 Johnny Leo'o 18 Tanerau Latimer 19 Stephen Brett 20 Cameron McIntyre 21 Caleb Ralph 22 Entraîneur |  | Hurricanes Titulaires 15 Isaia Toeava 14 Lome Fa'atau 13 Ma'a Nonu 12 Tana Umaga 11 Shannon Paku 10 David Holwell 9 Piri Weepu 8 Rodney So'oialo (cap.) 7 Chris Masoe 6 Jerry Collins 5 Jason Eaton 4 Paul Tito 3 Neemia Tialata 2 Andrew Hore 1 John Schwalger Remplaçants 16 Luke Mahoney 17 Joe McDonnell 18 Luke Andrews 19 Thomas Waldrom 20 Brendan Haami 21 Jimmy Gopperth 22 Tamati Ellison Entraîneur |

## Statistiques

### Meilleurs réalisateurs
| Rang | Joueur            | Franchise     | Points | Essais | Transf. | Pén. | Drops |
| ---- | ----------------- | ------------- | ------ | ------ | ------- | ---- | ----- |
| 1    | Daniel Carter     | Crusaders     | 221    | 5      | 38      | 37   | 3     |
| 2    | Peter Hewat       | Waratahs      | 191    | 5      | 29      | 36   | 0     |
| 3    | Stephen Donald    | Chiefs        | 133    | 2      | 18      | 28   | 1     |
| 4    | Stirling Mortlock | Brumbies      | 126    | 9      | 15      | 17   | 0     |
| 5    | Cameron Shepherd  | Western Force | 118    | 7      | 16      | 18   | 0     |
| 6    | Ben Blair         | Highlanders   | 107    | 0      | 13      | 27   | 0     |
| 7    | Percy Montgomery  | Sharks        | 105    | 7      | 17      | 12   | 0     |
| 8    | Peter Grant       | Stormers      | 102    | 1      | 14      | 23   | 0     |
| 9    | Derick Hougaard   | Bulls         | 93     | 0      | 12      | 22   | 1     |
| 10   | Meyer Bosman      | Cheetahs      | 81     | 0      | 9       | 21   | 0     |

### Meilleurs marqueurs d'essais
Ce tableau de statistiques tient compte de l'intégralité des rencontres disputées (phase régulière et play-off).
| Rang | Joueur            | Franchise     | Essais |
| ---- | ----------------- | ------------- | ------ |
| 1    | Lome Fa'atau      | Hurricanes    | 10     |
| 2    | Stirling Mortlock | Brumbies      | 9      |
| -    | Scott Staniforth  | Western Force | 9      |
| 4    | Rico Gear         | Crusaders     | 8      |
| 5    | Leon MacDonald    | Crusaders     | 7      |
| -    | Sitiveni Sivivatu | Chiefs        | 7      |
| -    | Percy Montgomery  | Sharks        | 7      |
| -    | Cameron Shepherd  | Western Force | 7      |
| -    | Bryan Habana      | Bulls         | 7      |
| 10   | Andrew Hore       | Hurricanes    | 6      |